# Fahrgasse (Landwirtschaft)

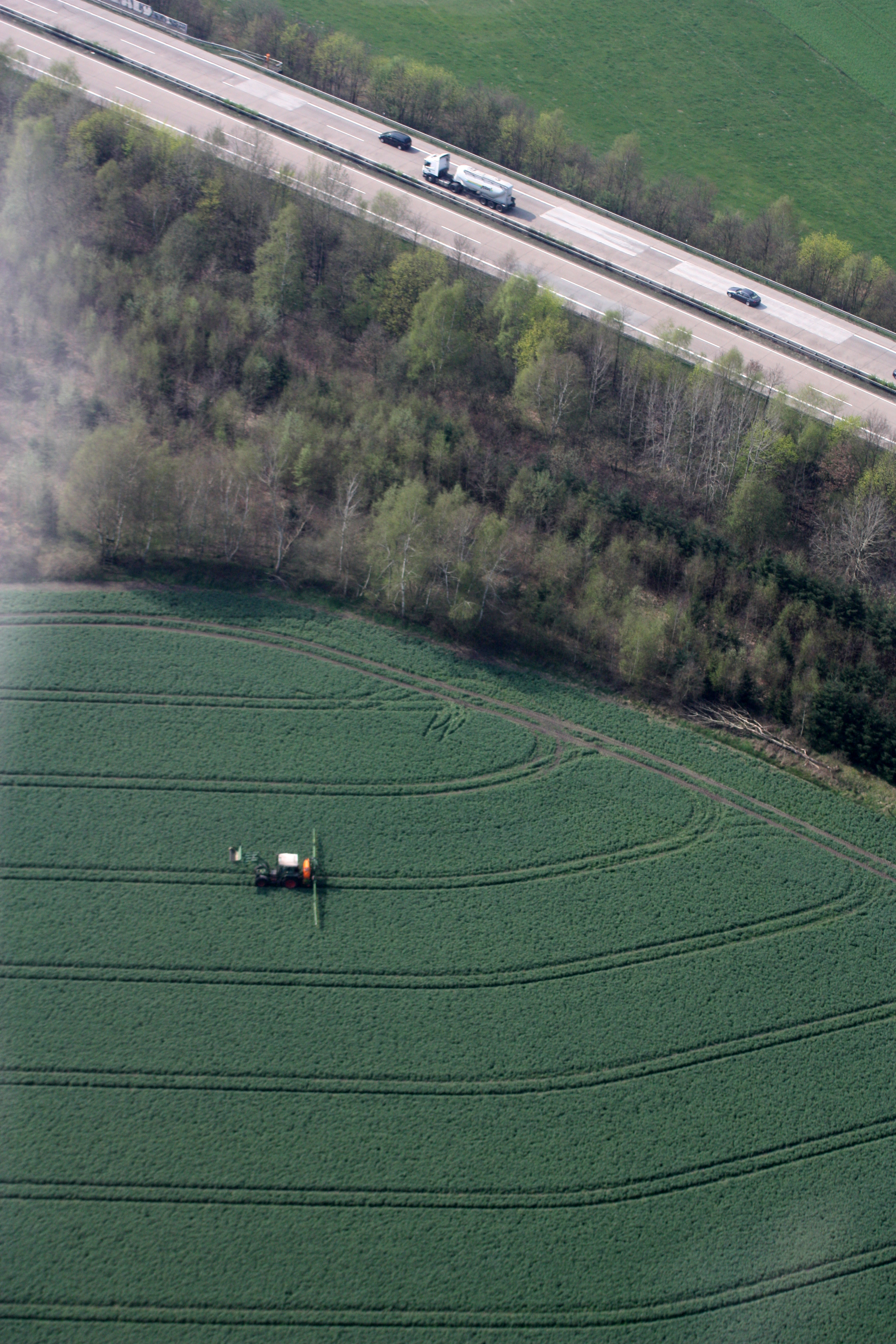
Traktor beim Spritzen und Befahren einer Fahrgasse

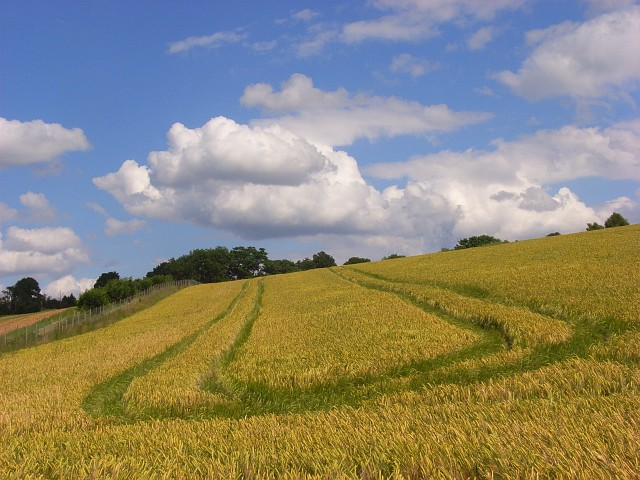
Abreifeverzögerung in den Fahrgassen dieses Gerstenfeldes

Als Fahrgasse bezeichnet man den Teil des Ackers, der während des Wachstums der Kulturpflanze wiederholt für Pflegemaßnahmen befahren wird.
Meist werden die Streifen, in denen gefahren wird, nicht eingesät, um Saatgut zu sparen. So werden bei Getreidefeldern kaum Getreidepflanzen durch Reifen beschädigt. Beschädigungen führen meist dazu, dass diese Pflanzen im Wachstum zurückbleiben und somit beim Drusch durch ihre Feuchte Probleme bereiten.
Fahrgassen werden üblicherweise parallel im Abstand von 10 bis 36 Metern angelegt. Dies hängt vor allem von den im Betrieb vorhandenen Geräten ab. Insbesondere Feldspritzen und Düngerstreuer geben über ihre Arbeitsbreiten den Abstand der Fahrgassen zueinander vor. Üblicherweise wird beim Säen mit halbem Fahrgassenabstand (also 5–18 Metern je nach Betrieb, siehe oben) vom Rand aus begonnen. Dabei wird auch auf dem Vorgewende eine Fahrgasse angelegt. Anschließend werden parallel zur längeren Feldseite die übrigen Spuren im Abstand der vollen Fahrgassenbreite zueinander angelegt.
Seit etwa dem Jahr 2000 geht man verstärkt dazu über, anstelle von schmalen Pflegereifen Standardreifen zu verwenden. Dies vermindert Bodendruck und dehnt den Zeitraum der Befahrbarkeit deutlich aus.
Problematisch kann es sein, wenn Getreidepflanzen sich nach dem Überfahren wieder erholen. Diese Pflanzen schaffen es nicht mehr zum Erntezeitpunkt der restlichen Fläche reif zu sein. Somit kommt es zu mechanisch bedingten Ernteerschwernissen oder zu nicht kalkulierbaren Feuchtegehalten durch das grüne Stroh.

## Regelfahrspurverfahren
Als Regelfahrspurverfahren oder Controlled Traffic Farming (CTF) bezeichnet man ein Verfahren, bei dem jedes Jahr exakt dieselbe Fahrspur genutzt wird. Mithilfe von DGPS und angepassten Maschinenarbeitsbreiten sowie Spurweiten wird der Acker in befahrene und unbefahrene Zonen eingeteilt. Der Hintergrund ist dabei, dass eine Lockerung der Fahrgassen und somit Wiederherstellung des Bodens kostenintensiv ist und nicht immer den gewünschten Erfolg bringt. Langfristig soll sich eine Verbesserung der Bodenstruktur und somit eine Ertragssteigerung einstellen.